# Sacha Pitoëff
Sacha Pitoëff (* 11. März 1920 in Genf, Schweiz; † 21. Juli 1990 in Paris) war ein französischer Schauspieler.

## Leben
Sacha Pitoëff wurde als Sohn des legendären Theaterpaares Georges und Ludmilla Pitoëff in Genf geboren. Zwischen 1951 und 1981 trat er in fast 60 Film- und Fernsehproduktionen auf, wobei er vor allem durch Alain Resnais’ Film Letztes Jahr in Marienbad in Erinnerung blieb. Weitere Filmarbeiten sind Der Preis und Brennt Paris?. Seine hagere Gestalt mit ernster Ausstrahlung legte ihn im Kino vor allem auf Nebenrollen düsterer Natur fest. Einen seiner letzten Kinoauftritte hatte er 1980 als geheimnisvoller Antiquitätenhändler in Dario Argentos Horrorfilm Horror Infernal.
Als Theaterregisseur galt er in Frankreich als Institution, vor allem mit den Inszenierungen von Stücken der Autoren Luigi Pirandello und Anton Tschechow. Er besetzte am Théâtre Moderne neben seiner 1975 verstorbenen Ehefrau Luce Garcia-Ville auch Romy Schneider („Die Möwe“) und Claude Jade („Heinrich IV“).

## Bühneninszenierungen (Auswahl)
- Les Lépreux. Uraufführung des Theaterstücks von Anna Langfus, 1956[1]

## Filmografie (Auswahl)
- 1951: Le paradis retrouvé (Kurzfilm)
- 1956: Anastasia
- 1957: Spione am Werk (Les espions)
- 1958: A Tale of Two Cities
- 1958: Das Spiel war sein Fluch (Le joeur)
- 1961: Letztes Jahr in Marienbad (L’Année dernière à Marienbad)
- 1961: Fracass, der freche Kavalier (Le capitaine Fracasse)
- 1963: Der Preis (The Prize)
- 1965: Lady L
- 1966: Brennt Paris? (Paris brûle-t-il?)
- 1967: Die Nacht der Generale (The Night of the Generals)
- 1970: Eselshaut (Peau d’âne)
- 1974: Die großen Detektive (Les grands détectives) (Fernsehserie, eine Folge)
- 1974: Graf Yoster gibt sich die Ehre (Fernsehserie, eine Folge)
- 1976: La poupée sanglante (Fernsehserie, sechs Folgen)
- 1977: Mit Schirm, Charme und Melone (The New Avengers; Fernsehserie, 2 Folgen)
- 1980: Horror Infernal (Inferno)
- 1980: Patrick lebt! (Patrick vive ancora)